# Vaisseau de 64 canons

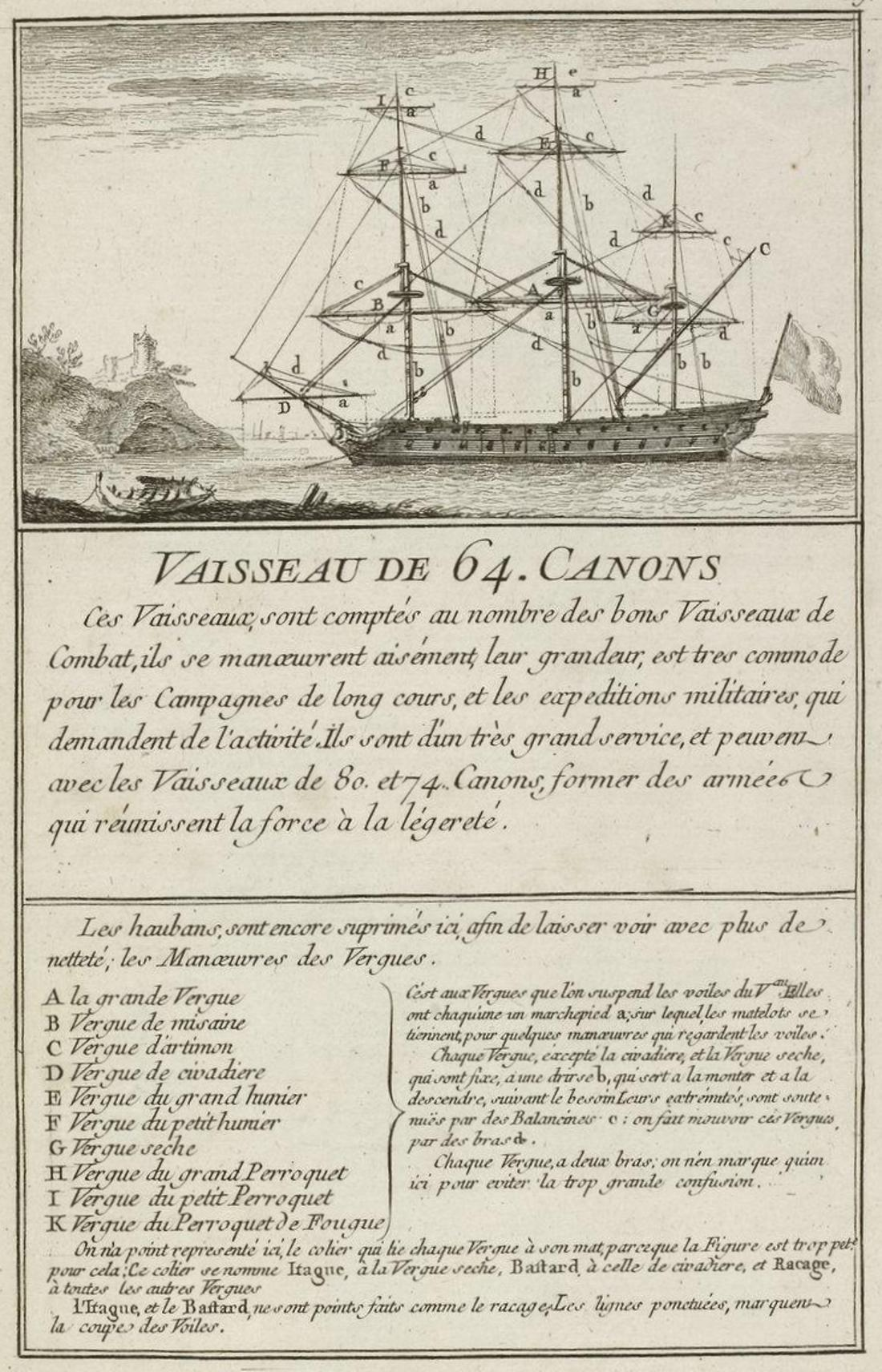
Vaisseau de 64 canons vers 1760, dessin et texte de Nicolas Ozanne.

Un vaisseau de 64 canons est un modèle de navires de guerre du XVIIIe siècle, qui doivent leur nom à leur armement, composé de 64 canons répartis sur deux ponts-batteries et leurs gaillards.

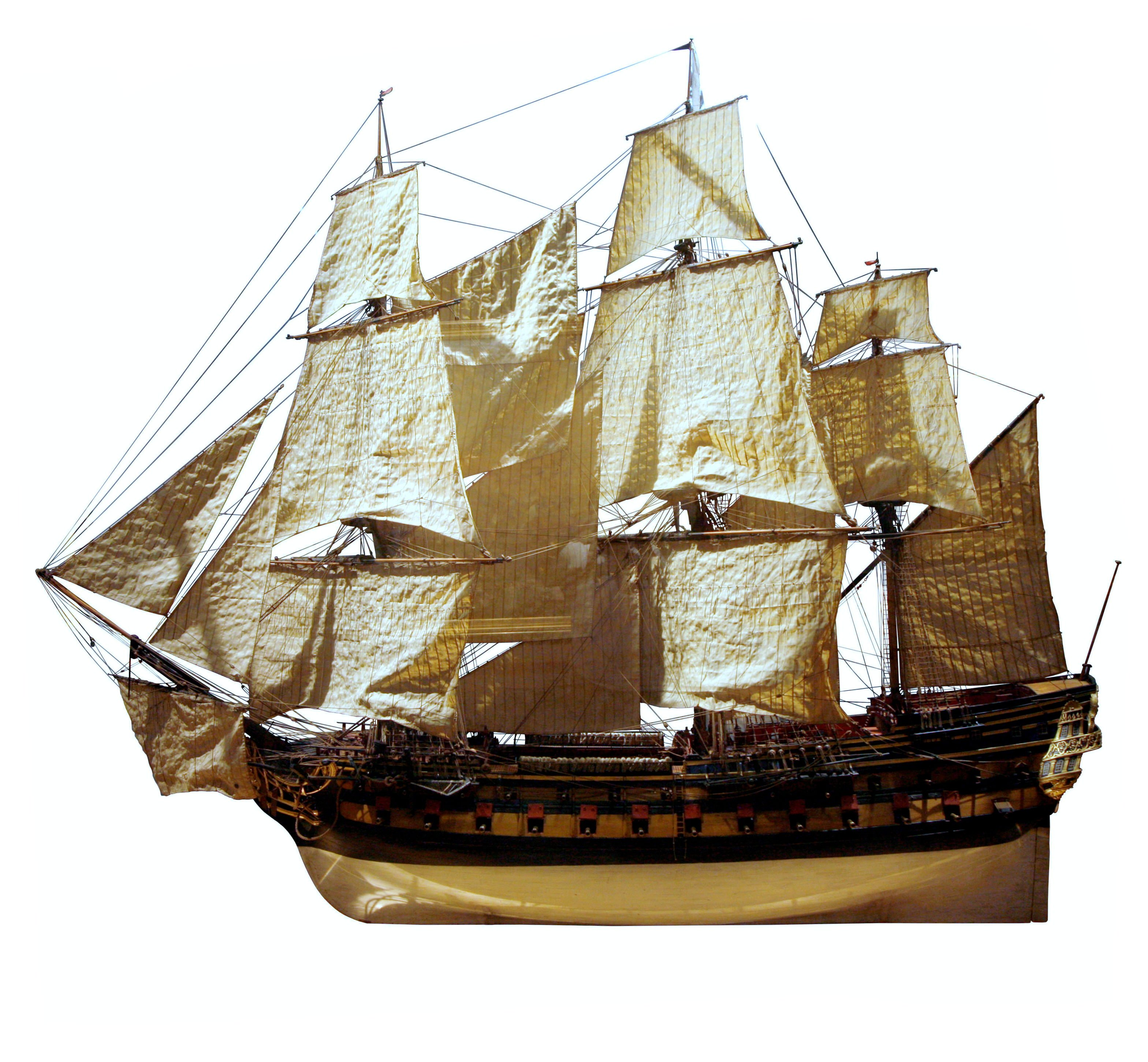
Modèle réduit du Prothée, vaisseau de 64 canons des années 1750-1760. (Musée de la Marine, Paris)

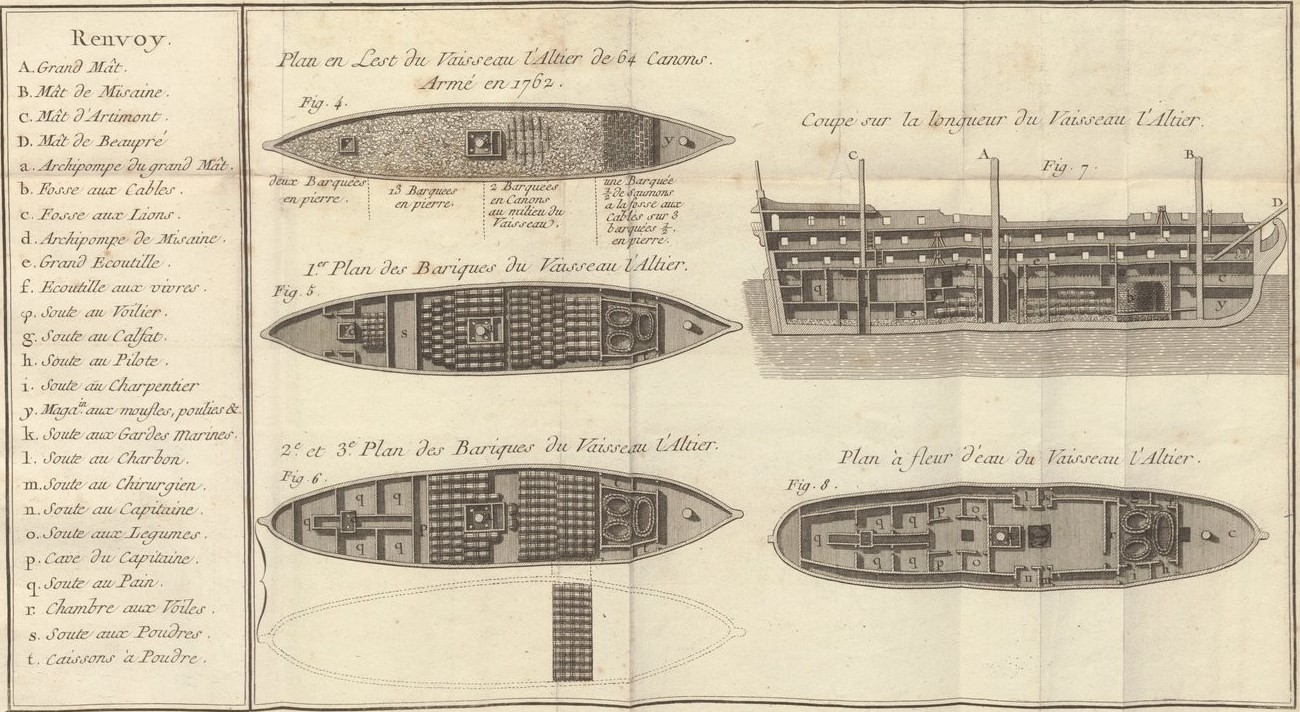
Plan du lest, du chargement et des diverses parties d’un vaisseau de 64 canons français de 1762. (BNF)

## Histoire
Pour les Britanniques de la Royal Navy, les unités de ce modèle sont classées comme vaisseaux de troisième rang, tandis que dans la Marine royale française, elles sont plus simplement qualifiées de « vaisseau de 64 ».
Sous Louis XIV, de nombreux vaisseaux sont armés avec 60 ou 62 canons (percés à douze sabords), mais il faut attendre le milieu du règne de Louis XV pour qu'un effort de standardisation de la construction et de l'armement (autour des canons de 24, 12 et 8 livres) des vaisseaux aboutisse au premier vaisseau de 64, le Borée, lancé en 1734 (percé à treize sabords).

Les Britanniques commencent à les copier à partir de 1764 (HMS Asia (en)), abandonnant la construction de vaisseaux de 60 canons. Leur particularité est un armement un peu plus lourd, l'Amirauté britannique mettant des 18 livres dans la seconde batterie (des 12 livres chez les Français).
Complètement surpassés en puissance de tir par les vaisseaux de 74 canons (qui emportent des canons de 36 et de 18 livres dans leurs batteries) et en vitesse par les nouvelles frégates (frégates de 12 et frégates de 18), les 64 n'ont pour avantages relatifs avec les autres vaisseaux que leur plus faible coût et leur tirant d'eau réduit (ce qui est important aux Indes).

Le dernier vaisseau de 64 construit en France est le Jason en 1779, ce qui fait un total de 61 vaisseaux français construits.

Par contre les Britanniques poursuivront la production un peu plus longtemps, étant donné leurs besoins pour protéger leurs convois marchands ; le quarante-troisième et dernier vaisseau britannique de ce type est lancé en 1787 (HMS Veteran (en)). Trois d'entre eux seront rasés pour les convertir en frégates de 24 (ils passent de 64 à 44 pièces d'artillerie, mais gagnent en légèreté et donc en vitesse).

## Dimensions
Presque tous les vaisseaux de 64 sont des modèles uniques, mis à part de courtes séries à partir du milieu du XVIIIe siècle, telles qu'en France les séries suivantes :
- le Lion, le Sage et le Fantasque (1751-1758) ;
- l’Artésien, le Roland, l’Alexandre et l’Éveillé (1765-1772) ;
- le Brillant et le Solitaire (1774) ;
- le Réfléchi et le Caton (1776-1777).

Les vaisseaux de 64 canons de la seconde moitié du XVIIIe siècle font de 159 à 153 pieds de long (soit de 48 à 43 mètres), environ 44 pieds de large (environ 13,5 mètres), de 19 à 18 pieds (de 6 à 5,5 mètres de tirant d'eau).
Ces dimensions sont déterminées par la place qu'occupe l'armement dans les batteries, tout comme l'équipage (environ 500 hommes) qui doit être assez nombreux pour servir les pièces.

## Armement

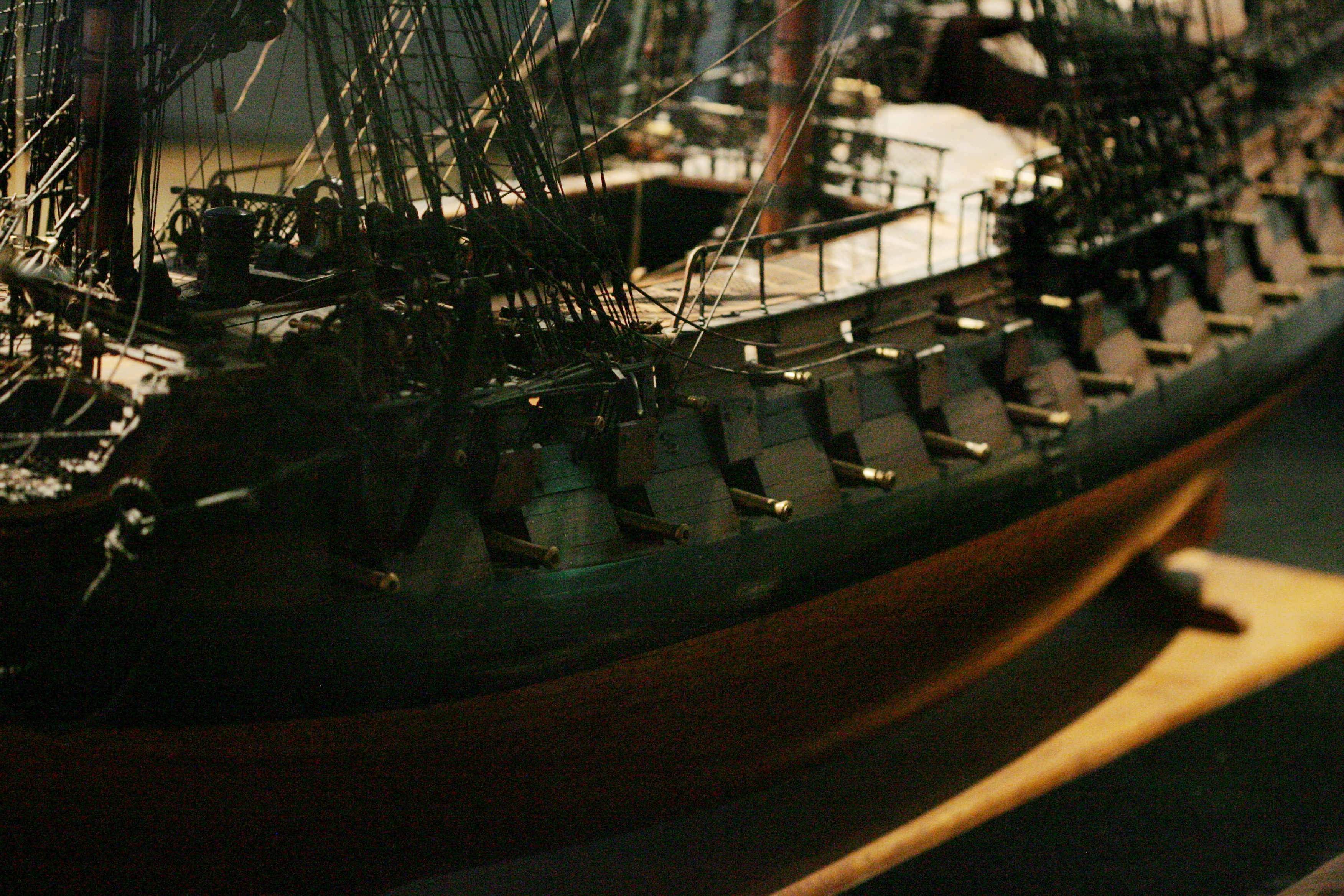
La bordée de lArtésien, avec ses canons de 24 livres (première batterie) et de 12 livres (deuxième batterie).

Côté français, les 64 canons emportent un armement standardisé :
- 26 canons de 24 livres dans la première batterie ;
- 28 canons de 12 livres dans la seconde batterie ;
- 10 canons de 6 livres sur les gaillards.
- Masse totale d'une bordée : 510 livres de boulets.

Côté britannique (pas de caronades) :
- 26 canons de 24 livres dans la première batterie ;
- 26 canons de 18 livres dans la seconde batterie ;
- 10 canons de 4 livres et 2 canons de 9 livres sur les gaillards.
- Masse totale d'une bordée : 575 livres de boulets.

## Équipage
Selon le règlement français du 1er janvier 1786, l'équipage de temps de guerre doit être théoriquement de 538 hommes (377 en temps de paix) : soit 12 officiers, 7 élèves ou volontaires, 47 officiers-mariniers, 36 canonniers (des troupes de marine), 6 timoniers, 288 matelots, 70 soldats (troupes de marine ou infanterie de ligne), 44 mousses, 12 surnuméraires et 13 valets.